# Emiel Puttemans
Pour les articles homonymes, voir Puttemans.
Emiel Puttemans, prénommé Emile dans la presse française, né le 8 octobre 1947 à Vossem, jardinier de profession, est un coureur à pied belge qui connut sa période de gloire au début des années 1970.
Il commença sa carrière d'athlète au club du White Star, après quoi il opta pour le Daring Club de Louvain, où il s'entraînera avec les conseils de Mon Van Den Eynde.
Il fut vice-champion olympique sur 10 000 m, à Munich en 1972, dans l'excellent chrono de 27 min 39 s 58, derrière le finlandais Lasse Virén . Il termina également 6ème du 5.000 m. Les éliminatoires du 10.000 m des jeux olympiques ont donné lieu à une scène légendaire entre Puttemans et l'anglais Dave Bedford. Partis longtemps sur les bases du record du monde, les deux athlètes ont discuté de l'opportunité de poursuivre sur ce rythme. 
Le mois de septembre 1972 fut faste. il améliora le record du monde du 3000 m le 14 à Aarhus en 7 min 37 s 6 et quelques jours plus tard, le 20 septembre à Bruxelles, celui du 5 000 m, en 13 min 13 s 0 ;
En 1973, il réalisa la meilleure performance mondiale de l'année sur le 5 000 m dans le temps de 13 min 14 s 5.
Les jeux olympiques de 1976 furent décevants, bien que cité parmi les favoris, Puttemans abandonne sur 5 000 m. Il a également participé aux jeux olympiques en 1968 et 1980 mais avec moins de succès.
Puttemans a été champion d'Europe indoor sur 3 000 m en 1973 et 1974.
Puttemans a remporté de nombreux meetings internationaux dont le Weltklasse de Zurich (13 min 16 s sur 5 000 m) en 1973 et le Mémorial Van Damme de Bruxelles (13 min 28 s) en 1979.
En fin de carrière il se consacra également avec un certain succès au marathon en signant un respectable chrono de 2 heures 12 min 27 s à Londres en 1983.
Il a été champion de Belgique de cross à deux reprises (1975 et 1981).

## Palmarès

### Jeux olympiques d'été
- Jeux olympiques d'été de 1972 à Munich ( Allemagne)
  -  Médaille d'argent du 10 000 m

## Records
Au mois de septembre 1972, il améliora le record du monde du 5 000 m, en 13 min 13 s 0 ; ce record résista jusqu'en 1977, quand Dick Quax de Nouvelle-Zélande l'améliora en 13 min 12 s 9. Il fut également détenteur des records du monde sur 3 000 m, en 7 min 37 s 6, des records du monde en salle sur 3 000 m, 5 000 m et 10 000 m ; ce dernier record ne fut amélioré qu'en 2003.